# نبرد شیزوگاتاکه
نبرد شیزوگاتاکه (به ژاپنی: 賤ヶ岳の戦い Shizugatake no Tatakai) نبردی در دوره سنگوکو در ژاپن بود که بین تویوتومی هیده‌یوشی و طرفداران اودا نوبوتاکا سومین پسر اودا نوبوناگا درگرفت.